# Damaskin (Kazanakis)
Damaskin, imię świeckie Joannis Kazanakis (ur. 23 stycznia 1934 w Mallais) – grecki biskup prawosławny, od 2010 wikariusz arcybiskupstwa Aten z tytułem metropolity Welestinonu.

## Życiorys
Święcenia diakonatu przyjął 24 lipca 1960, a prezbiteratu 30 lipca tego samego roku. Chirotonię biskupią otrzymał 12 stycznia 2003.